# 금정여자고등학교
금정여자고등학교(金井女子高等學校)는 대한민국 부산광역시 금정구 서동에 있는 공립 고등학교이다.

## 학교 연혁
- 1983년 1월 3일 : 금정여자고등학교 36학급 인가
- 1983년 3월 4일 : 초대 고동주 교장 취임
- 1983년 3월 7일 : 개교 및 제1회 입학
- 1985년 3월 4일 : 문교부지정 연구학교 운영(국어교육 2년간)
- 1986년 2월 13일 : 제1회 졸업식(졸업생 717명)
- 1987년 3월 1일 : 산업체 특별학급 설립(3학급)
- 2011년 5월 5일 : 직영 급식실 완공
- 2011년 11월 8일 : 부산광역시 교육청 지정 연구학교 운영(학력 증진)
- 2013년 3월 15일 : 과목 중점형(영어, 수학) 교과교실제 운영, 교과교실 5실(수학 3실, 영어 2실) 구축
- 2016년 11월 8일 : 도서관(금샘글터) 현대화
- 2024년 2월 29일 : 고교학점제 공간조성 사업 완공(학년별 홈베이스, 글벗실, 톡톡스페이스, 진로활동실)
- 2025년 2월 7일 : 제40회 졸업식(졸업생 111명, 누계 17,510명)
- 2025년 3월 1일 : 제18대 백영선 교장 취임
- 2025년 3월 4일 : 제43회 입학식(7학급 103명)

## 참고 자료
- 금정여자고등학교 - 한국교육학술정보원 학교알리미